# قطعنامه ۱۷۹۴ شورای امنیت
قطعنامه ۱۷۹۴ شورای امنیت سازمان ملل متحد که در تاریخ ۲۱ دسامبر ۲۰۰۷ تصویب شد، سندی بین‌المللی دربارهٔ اوضاع در مورد جمهوری دموکراتیک کنگو است. این قطعنامه طی نشست ۵۸۱۴ام با ۱۵ رای موافق، ۰ مخالف و ۰ ممتنع تصویب شد.